# Notopoma fluminense
Notopoma fluminense is een vlokreeftensoort uit de familie van de Ischyroceridae. De wetenschappelijke naam van de soort is voor het eerst geldig gepubliceerd in 2008 door Valério-Berardo, Thiago de Souza & Waiteman Rodrigues.